# Ophion perkinsi
Ophion perkinsi är en stekelart som beskrevs av Brock 1982. Ophion perkinsi ingår i släktet Ophion och familjen brokparasitsteklar. Inga underarter finns listade i Catalogue of Life.